# Schloss Poděbrady

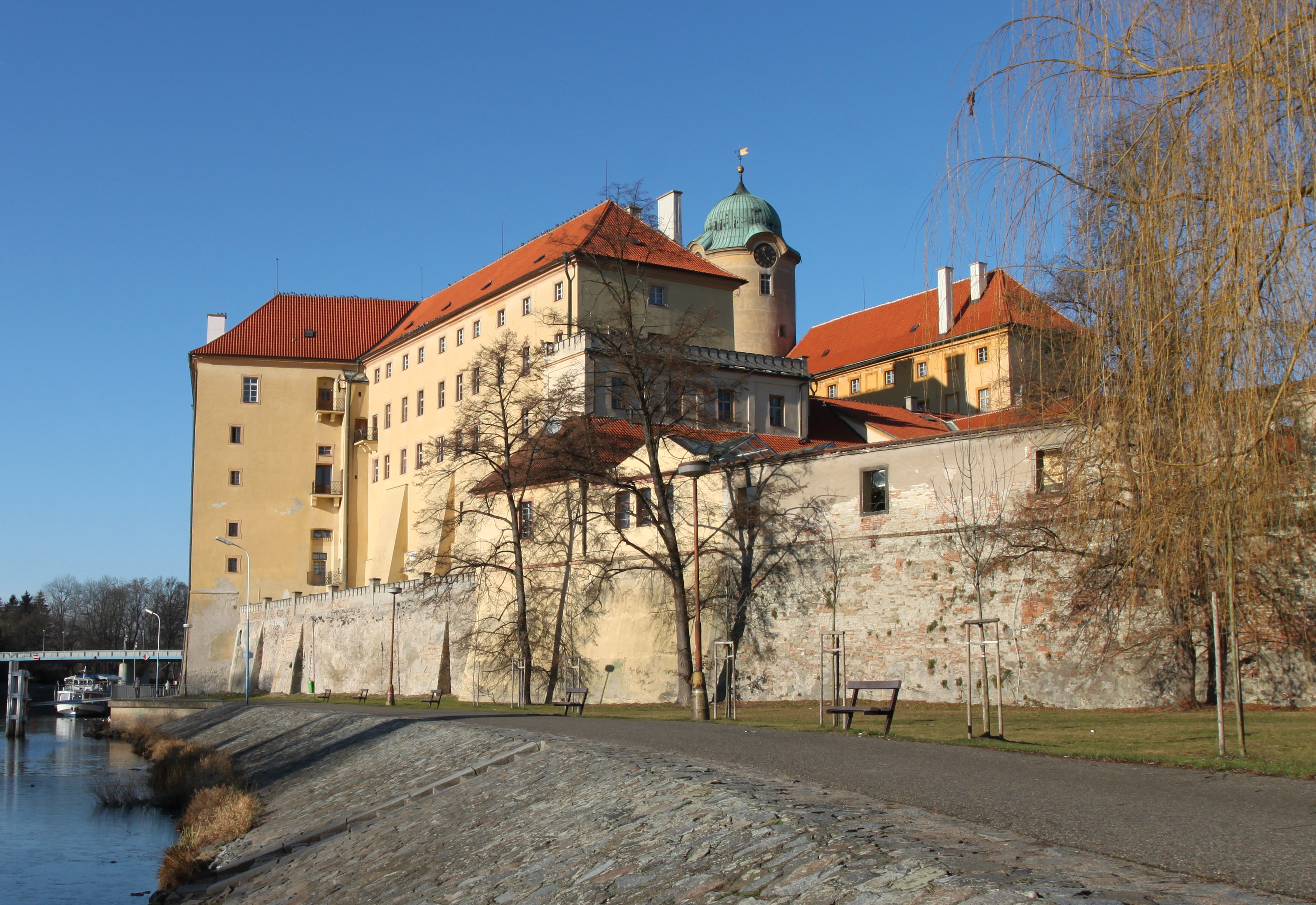
Schloss Poděbrady

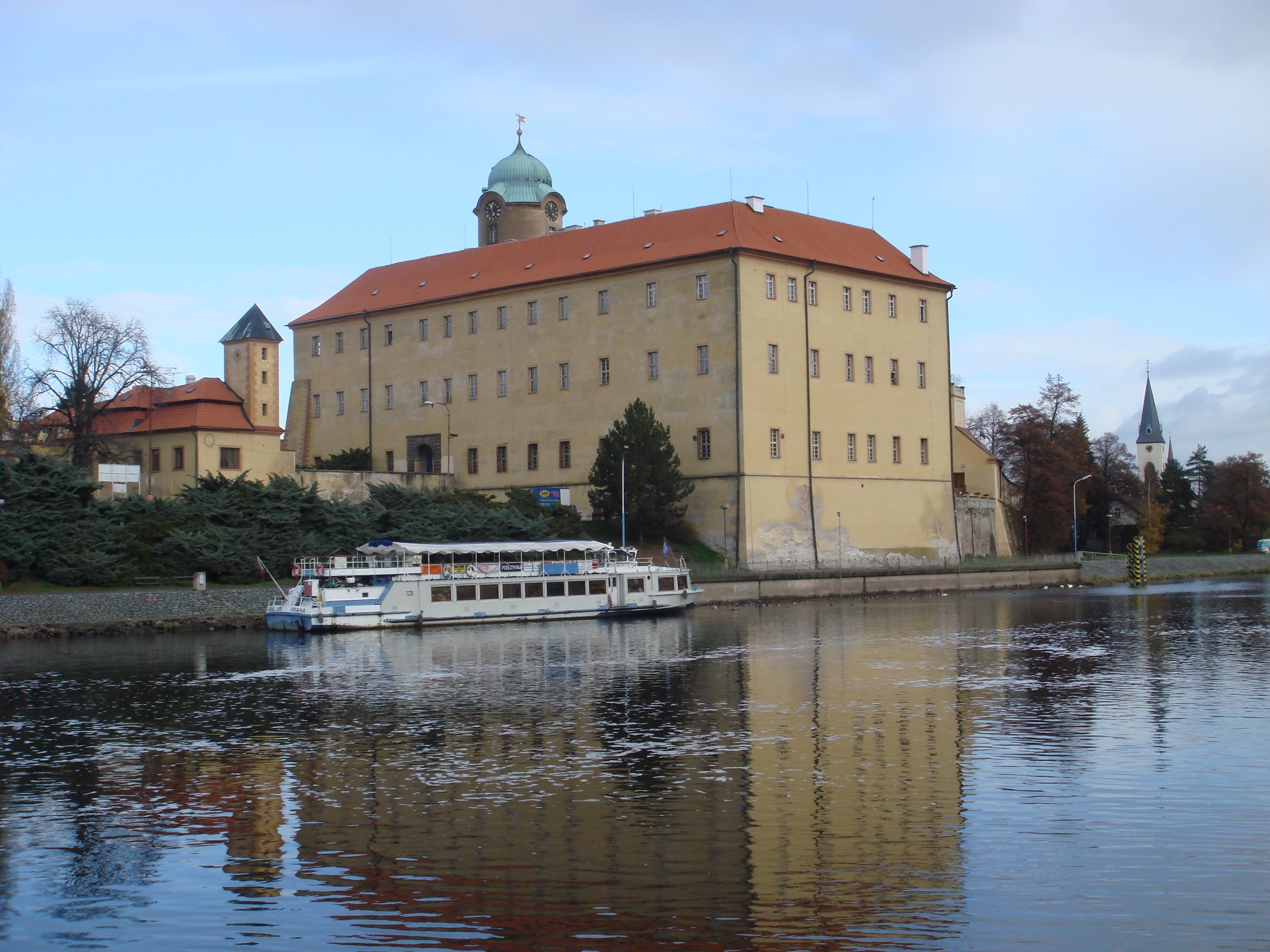
Ansicht vom Flussufer

Das Schloss Poděbrady, deutsch Schloss Podiebrad, in der gleichnamigen Stadt Poděbrady gehört zur Region Mittelböhmen in Tschechien.

## Geschichte
An der Stelle des heutigen Schlosses befand sich ursprünglich eine hölzerne Veste, die König Ottokar II. Přemysl zu einer steinernen Burg umbauen ließ. Sie wurde Sitz der gleichnamigen Herrschaft, die unter König Johann von Böhmen 1345 an Hynek von Lichtenburg verpfändet wurde. Über dessen Tochter Elisabeth (Eliška z Lichtemburka), die 1350 Boček von Podiebrad und Kunstadt († 1373) heiratete, kamen Burg und Herrschaft an das Geschlecht von Kunstadt. Nachdem Kaiser Karl IV. Podiebrad dem Boček als erblichen Besitz übertragen hatte, nannte sich dieser als erster Boček von Podiebrad, womit er den Kunstädter Familienzweig Podiebrad begründete.
Die Burg, auf der der Überlieferung nach der spätere König Georg von Podiebrad, ein Enkel Bočeks, geboren sein soll, wurde mehrmals umgebaut. Nach Georgs Tod 1471 gingen Burg und Herrschaft 1472 an dessen Sohn Heinrich d. J., dessen Erben 1495 beides an König Wladislaw II. abtreten mussten. Nach mehreren Verpfändungen löste König Ferdinand I. Burg und Herrschaft wieder ein. Beides verblieb bis 1839 im Besitz der königlichen Kammer.
Von 1548 bis etwa 1580 erfolgte nach Plänen von Giovanni und Ulrico Aostalli sowie Hans Tirol der Umbau der Burg zu einem Renaissance-Schloss. Nach dem Dreißigjährigen Krieg verlor das Schloss zunächst an Bedeutung. 1723–1724 wurde es unter Leitung des Baumeisters Franz Maximilian Kaňka im Stil des Barock umgebaut. Weitere Umbauten erfolgten nach 1750. Maria Theresia hielt sich, in ihrer Eigenschaft als Königin von Böhmen, mehrfach auf dem Schloss auf. Unter ihrem Sohn Joseph II. diente das Schloss als Residenz ausgedienter Offiziere der kaiserlichen Armee.
1839 wurden Burg und Herrschaft von dem Wiener Bankier Georg Simon Sina (1783–1856) erworben. Durch Heirat gelangte das Schloss 1884 an die Fürsten von Ypsilanti und vor dem Ersten Weltkrieg an Philipp Ernst zu Hohenlohe-Schillingsfürst. Dessen Bruder und Erbe Moritz zu Hohenlohe-Schillingsfürst musste die Herrschaft nach dem Ersten Weltkrieg verkaufen.